# Le Barcarès
Le Barcarès település Franciaországban, Pyrénées-Orientales megyében. Lakosainak száma 6203 fő (2022. január 1.). Le Barcarès Leucate, Saint-Hippolyte, Saint-Laurent-de-la-Salanque, Salses-le-Château és Torreilles községekkel határos.

## Földrajz

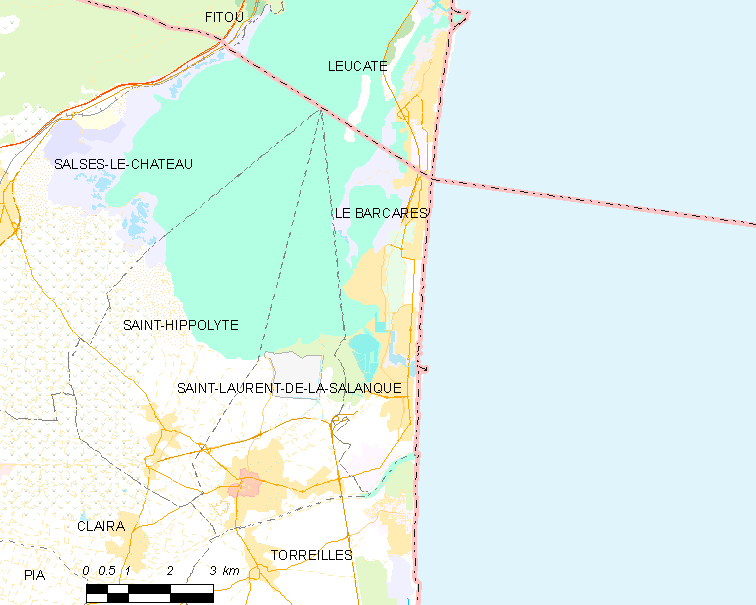
Le Barcarès térkép

## Népesség
A település népességének változása:
| Lakosok száma | 4037 | 5316 | 5957 | 5915 | 5885 | 5771 | 5894 | 6049 | 6203 |
|               | 2013 | 2015 | 2016 | 2017 | 2018 | 2019 | 2020 | 2021 | 2022 |